# Sverre Magnus
Sverre Magnus, książę Norwegii (ur. 3 grudnia 2005 w Oslo ) – drugie dziecko następcy tronu Norwegii księcia Haakona i księżnej Mette-Marit.
Jest trzeci w kolejce do tronu Norwegii po swoim ojcu księciu Haakonie i starszej siostrze księżniczce Ingrid Aleksandrze. Książę jest czwartym wnukiem, a pierwszym płci męskiej, pary królewskiej – króla Haralda V i królowej Sonji.
Imię księcia zostało ogłoszone przez radę stanu króla Haralda V 4 grudnia 2005.
24 stycznia 2006 podano oficjalne, że książę zostanie ochrzczony 4 marca w kaplicy w Pałacu Królewskim w Oslo. 28 lutego ogłoszono listę rodziców chrzestnych Sverre Magnusa. Zostali nimi: królowa Sonja – babka księcia, księżna Maxima z Holandii (obecnie królowa), książę grecki Paweł, księżna Rosario – synowa byłego cara Bułgarii Symeona II, Espen Høiby – brat Mette-Marit, Bjørn Steinsland i Marianne Gjellestad.

## Odznaczenia
- Krzyż Wielki Orderu Świętego Olafa (2023)[2]
- Medal Jubileuszowy Haralda V 1991–2016 (2016)[3]